# Мажор-Салис
Мажор-Салис (порт. Major Sales) — муниципалитет в Бразилии, входит в штат Риу-Гранди-ду-Норти. Составная часть мезорегиона Запад штата Риу-Гранди-ду-Норти. Входит в экономико-статистический микрорегион Серра-ди-Сан-Мигел. Население составляет 3095 человек на 2006 год. Занимает площадь 31,971 км². Плотность населения — 96,8 чел./км².
Праздник города — 26 июня.

## История
Город основан 26 июня 1992 года.

## Статистика
- Валовой внутренний продукт на 2003 год составляет 6 965 234,00 реалов (данные: Бразильский институт географии и статистики).
- Валовой внутренний продукт на душу населения на 2003 год составляет 2300,28 реалов (данные: Бразильский институт географии и статистики).
- Индекс развития человеческого потенциала на 2000 год составляет 0,630 (данные: Программа развития ООН).